# Carro armato leggero

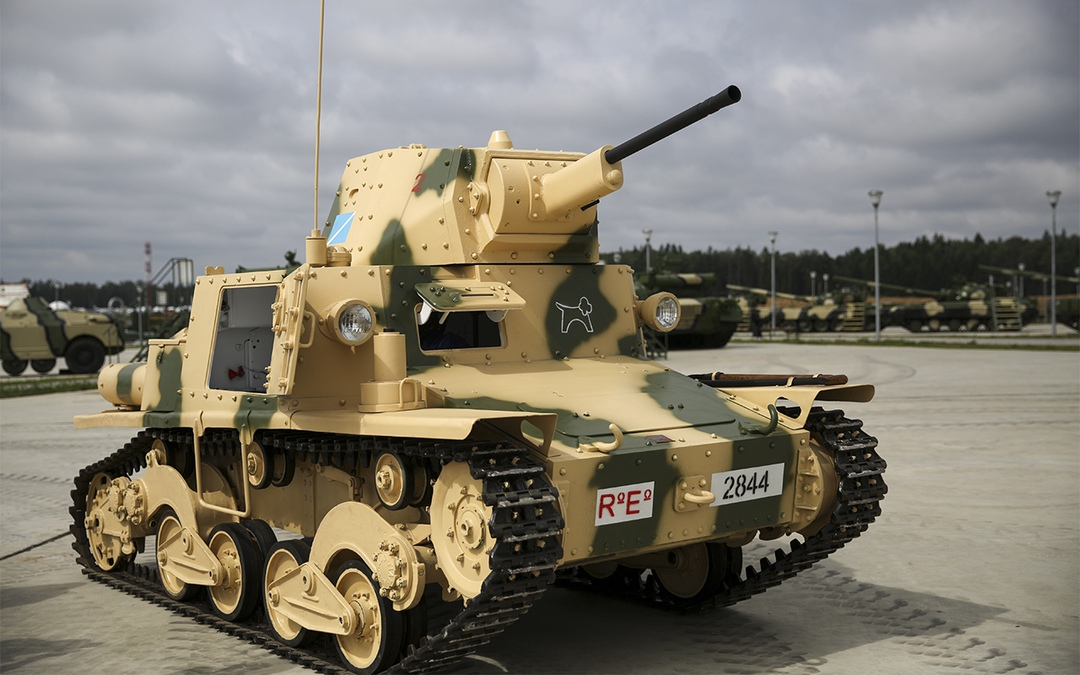
Il FIAT-Ansaldo L6/40.

Un carro armato leggero è un tipo di carro armato, usato generalmente nei ruoli di supporto di fuoco e ricognizione piuttosto che in combattimento vero e proprio. Molti eserciti non dispiegano più carri leggeri, altrimenti li usano solamente in ruoli quali carri aviolanciati o combattimento anfibio. Nei conflitti moderni, i carri leggeri combattono insieme ai carri da combattimento (MBT).

## Storia

### Prima guerra mondiale

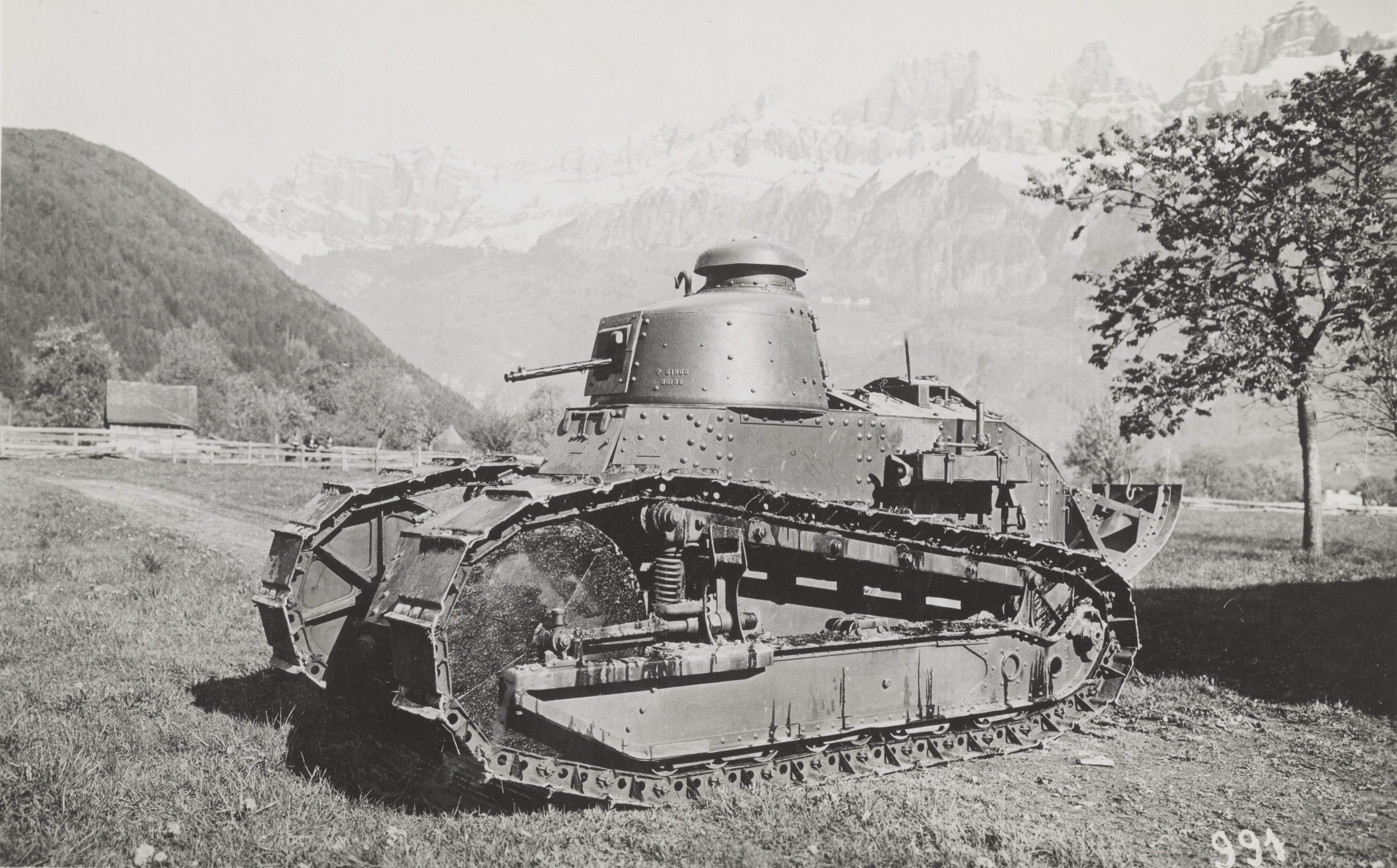
Il Renault FT, il primo carro armato leggero e di concezione moderna.

Uno dei primi esempi fu il Renault FT francese della prima guerra mondiale, spesso identificato come il primo carro moderno della storia, in quanto aveva una torretta girabile e il motore montato posteriormente, al contrario degli altri modelli che erano formati da una "scatola" unica (come l'A7V).

### Periodo interbellico

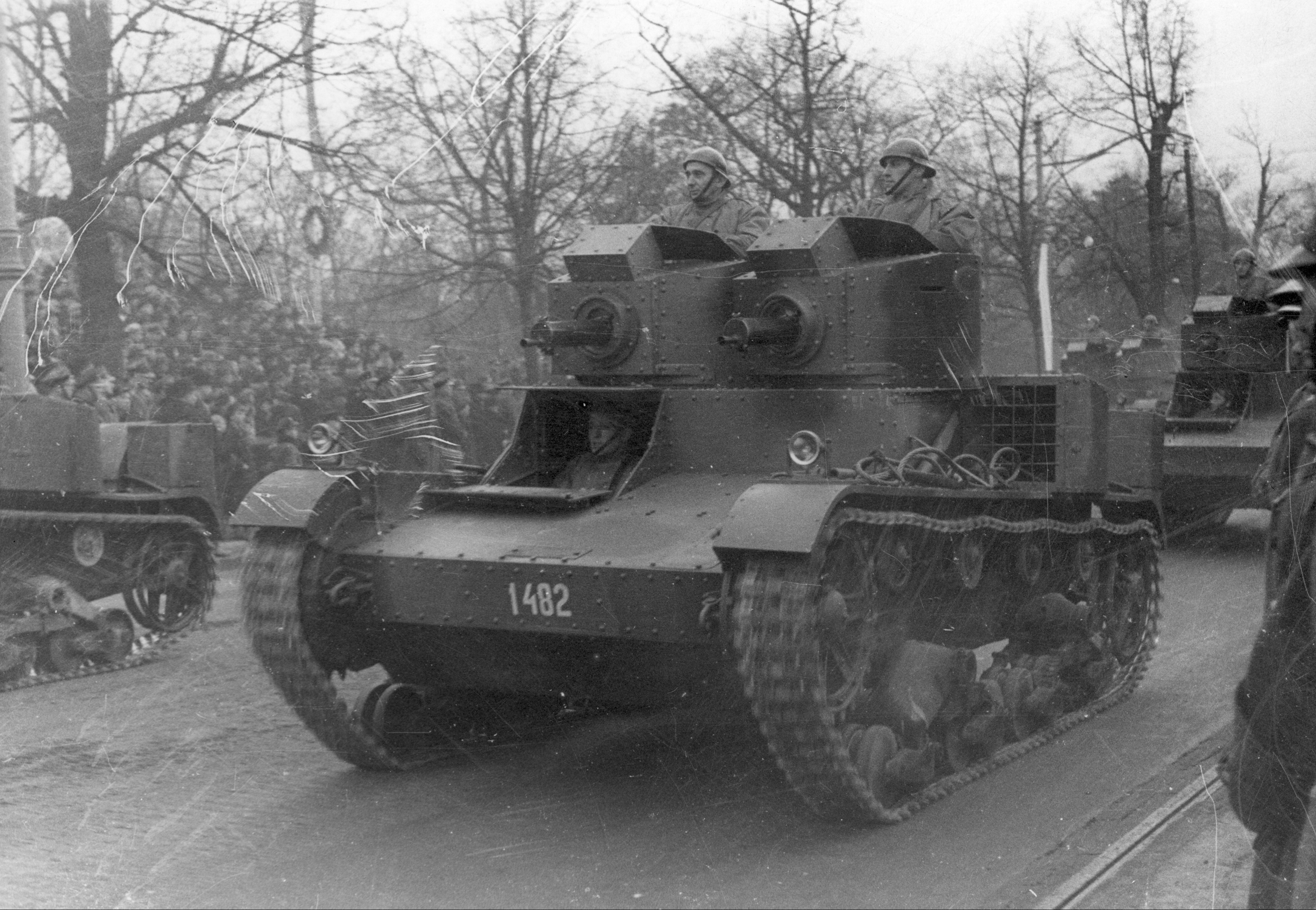
Il Vickers 6-ton.

Durante il periodo interguerra uno dei pochi carri leggeri degni di nota fu il Vickers 6-Ton, poco usato in guerra, ma allo scoppiare della seconda guerra mondiale era il carro più comune dopo l'FT, in quanto fu prodotto da molti paesi sotto licenza, come in Polonia, o usato come base per altri carri, come in Italia o URSS.

### Seconda guerra mondiale
Nella seconda guerra mondiale furono più ampiamente usati, come i Panzer I e Panzer II tedeschi, usati nella prima parte del conflitto, mentre la maggior parte dei carri italiani e giapponesi erano leggeri, in quanto la produzione di grossi carri di buona fattura era abbastanza difficile o non voluto per vari motivi. Fra gli alleati gli Stati Uniti d'America produssero l'M2 Light Tank dall'alto profilo e l'M3/M5 Stuart (soprannominato "Honey",cioè "Tesoro" o "Dolcezza" per la velocità massima raggiungibile di 60 km/h e la generalmente buona manovrabilità), usata da molti paesi alleati su tutti i fronti.

### Guerra fredda

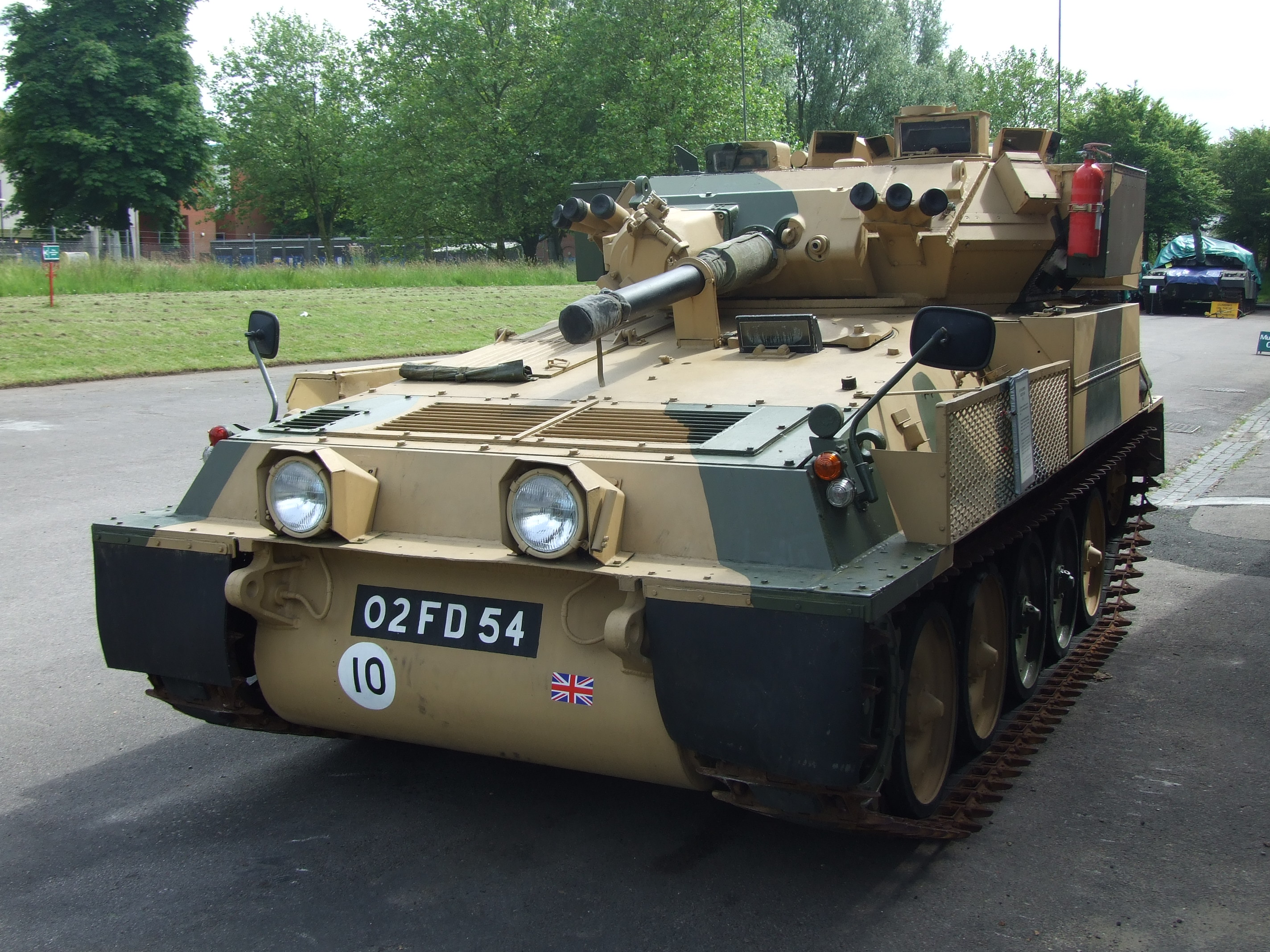
L' FV 101 Scorpion.

Durante la guerra fredda la costruzione di carri leggeri continuò, ma soprattutto per compiti di ricognizione, o con capacità anfibie, come il PT-76 russo, con possibilità di aviolancio con paracadute o LAPES come l'M551 Sheridan americano. Anche la Gran Bretagna passò dall'uso delle autoblindo per la ricognizione ai carri leggeri, con l'adozione dell'FV101 Scorpion.

### Oggi
Come per i veicoli della guerra fredda, oggi sono usati principalmente in ruolo esplorativo, o da nazioni senza le adeguate risorse finanziarie e tecniche per costruire MBT, anche se stanno venendo sostituite dai veicoli leggeri ruotati. Sono usati ancora prevalentemente in zone equatoriali e nel sud-est asiatico, dove possono manovrare più facilmente nella foresta pluviale, e dove corrono un minor rischio di impantanarsi. Una tendenza moderna è di creare veicoli senza equipaggio (cioè droni terrestri), per coprire i ruoli del carro leggero, come nel Gladiator TUGV.

## Caratteristiche
Tra le tre caratteristiche base dei veicoli corazzati, cioè mobilità, potenza di fuoco e protezione, i carri leggeri puntano soprattutto alla prima, poco alla protezione e, dipendendo dal veicolo, mediamente alla potenza di fuoco. 
Alcune corazze sono avanzate, ma comunque troppo deboli da resistere un colpo anticarro a piena potenza, e in più, la superficie inferiore piatta utile alle capacità anfibie, è meno resistente alle mine di un pavimento a "V".
In quanto alla potenza di fuoco, la piccola struttura non può portare un grosso cannone, quindi o questo è accorciato (come il cannone da 152 mm dell'M551 Sheridan), o il calibro deve venire ridotto (come il cannone da 76 mm del PT-76). Nel primo caso la portata è ridotta, nel secondo la potenza è insufficiente contro corazzature migliori. Forse l'armamento migliore è un razzo anticarro, che racchiude potenza e portabilità, che infatti è spesso usato su questi veicoli.